# 2008年北京オリンピックのオーストラリア選手団
2008年北京オリンピックのオーストラリア選手団（2008ねんペキンオリンピックのオーストラリアせんしゅだん）は、2008年8月8日から8月24日にかけて中国の北京を主として開催された2008年北京オリンピックのオーストラリア選手団、およびその競技結果。

## 概要
今大会は金メダル14個、銀メダル15個、銅メダル17個の合計46個のメダルを獲得した。

## メダル
| メダル | 選手名 | 競技             | 種目                     |
| ------ | --- | ---------------- | ------------------------ |
| 金     | スティーブン・フッカー | 陸上             | 男子棒高跳               |
| 金     | リーゼル・ジョーンズ | 競泳             | 女子100m平泳ぎ           |
| 金     | リスベス・トリケット | 競泳             | 女子100mバタフライ       |
| 金     | ステファニー・ライス | 競泳             | 女子200m個人メドレー     |
| 金     | ステファニー・ライス | 競泳             | 女子400m個人メドレー     |
| 金     | ステファニー・ライス ブロンテ・バラット カイリー・パーマー リンダ・マッケンジー フェリシティ・ガルベス アンジー・ベインブリッジ メラニー・シュランガー ララ・ダベンポート | 競泳             | 女子4×200m自由形リレー   |
| 金     | エミリー・シーボーム リーゼル・ジョーンズ ジェシカ・シッパー リスベス・トリケット タルニー・ホワイト フェリシティ・ガルベス シェーン・リース | 競泳             | 女子4×100mメドレーリレー |
| 金     | マシュー・ミッチャム | 飛込             | 男子10m高飛込            |
| 金     | デビッド・クローシェイ スコット・ブレナン | ボート           | 男子ダブルスカル         |
| 金     | ドリュー・ギン ダンカン・フリー | ボート           | 男子舵なしペア           |
| 金     | ネイサン・ウィルモット マルコム・ページ | セーリング       | 男子470級                |
| 金     | テッサ・パーキンソン エリーズ・レチチ | セーリング       | 女子470級                |
| 金     | ケン・ウォーレス | カヌー           | 男子K1人乗り500m         |
| 金     | エマ・スノーシル | トライアスロン   | 女子                     |
| 銀     | ジャレド・タレント | 陸上             | 男子50km競歩             |
| 銀     | サリー・マクレラン | 陸上             | 女子100mハードル         |
| 銀     | イーモン・サリバン | 競泳             | 男子100m自由形           |
| 銀     | グラント・ハケット | 競泳             | 男子1500m自由形          |
| 銀     | ブレントン・リカード | 競泳             | 男子200m平泳ぎ           |
| 銀     | ハイデン・ストッケル ブレントン・リカード アンドリュー・ローターステイン イーモン・サリバン アシュリー・デラニー クリスチャン・スプレンガー アダム・パイン マシュー・ターゲット | 競泳             | 男子4×100mメドレーリレー |
| 銀     | リスベス・トリケット | 競泳             | 女子100m自由形           |
| 銀     | リーゼル・ジョーンズ | 競泳             | 女子200m平泳ぎ           |
| 銀     | ブリオニー・コール メリッサ・ウー | 飛込             | 女子10mシンクロ高飛込    |
| 銀     | マット・ライアン ジェームズ・マーバーグ キャメロン・マッケンジー＝マクハーグ フランシス・ヘガーティ | ボート           | 男子舵なしフォア         |
| 銀     | スージー・バトコビッチ エリン・フィリップス タリー・ベビラクア エマ・ランドール ロハニー・コックス ジェニファー・スクリーン ホリー・グリマ ベリンダ・スネル クリスティ・ハロワー ローラ・サマートン ローレン・ジャクソン ペニー・テイラー | バスケットボール | 女子                     |
| 銀     | ダーレン・バンドック グレン・アシュビー | セーリング       | 男女混成トルネード級     |
| 銀     | アンナ・メアーズ | 自転車           | 女子スプリント           |
| 銀     | メガン・ジョーンズ クレイトン・フレデリクス ソニア・ジョンソン ルシンダ・フレデリクス シェーン・ローズ | 馬術             | 総合馬術団体             |
| 銀     | ジャクリーン・ローレンス | カヌー           | 女子K1人乗り             |
| 銅     | ジャレド・タレント | 陸上             | 男子20km競歩             |
| 銅     | ハイデン・ストッケル | 競泳             | 男子100m背泳ぎ           |
| 銅     | アンドリュー・ローターステイン | 競泳             | 男子100mバタフライ       |
| 銅     | イーモン・サリバン アンドリュー・ローターステイン アシュリー・ケラス マット・ターゲット リース・ブロディ パトリック・マーフィー | 競泳             | 男子4×100m自由形リレー   |
| 銅     | パトリック・マーフィー グラント・ハケット グラント・ブリッツ ニック・フロスト カーク・パーマー リース・ブロディ | 競泳             | 男子4×200m自由形リレー   |
| 銅     | ケイト・キャンベル | 競泳             | 女子50m自由形            |
| 銅     | ジェシカ・シッパー | 競泳             | 女子100mバタフライ       |
| 銅     | ジェシカ・シッパー | 競泳             | 女子200mバタフライ       |
| 銅     | ケイト・キャンベル アリス・ミルズ メラニー・シュランガー リスベス・トリケット シェーン・リース | 競泳             | 女子4×100m自由形リレー   |
| 銅     | エマ・ノックス ジェマ・ビーズワース ニキタ・カフィー レベッカ・リポン スージー・フレイザー ブロンウェン・ノックス タニエレ・ゴファーズ ケイト・ギンサー ジェンナ・サントロミト ミア・サントロミト メリッサ・リポン エミー・ヘッツェル アリシア・マコーマック | 水球             | 女子                     |
| 銅     | ジェイミー・ドワイアー ライアム・デ・ヤング ロバート・ハモンド マーク・ノールズ エディ・オッケンデン デビッド・ゲスト ルーク・ダーナー グラント・シューバート ビーバン・ジョージ スティーブン・ランバート エリ・マシスン マシュー・ウェルズ トラビス・ブルックス キール・ブラウン ファーガス・カバナフ デス・アボット スティーブン・モーラム アンドリュー・スミス | ホッケー         | 男子                     |
| 銅     | ダニエル・スチュワート メラニー・ロッシュ ナタリー・ウォード ターニャ・ハーディング サンディー・ルイス トレイシー・モズリー ジャスティン・スメサルト ケリー・ワイボーン ステイシー・ポーター カイリー・クロンク ナタリー・ティトキューム ケリー・ハーディー ブリンダ・ライト シモーヌ・モロー ジョディー・ボワリング                                              | ソフトボール     | 女子                     |
| 銅     | ウォーレン・ポテント | 射撃             | 男子50mライフル伏射      |
| 銅     | ケン・ウォーレス | カヌー           | 男子K1人乗り1000m        |
| 銅     | リサ・オルデンホフ ハナ・デービス シャンタル・ミーク リンジー・フォガーティ | カヌー           | 女子K4人乗り500m         |
| 銅     | ロビン・ベル | カヌー           | 男子C1人乗り             |
| 銅     | エマ・モファット | トライアスロン   | 女子                     |

## 陸上競技
詳しくは2008年北京オリンピックの陸上競技を参照
陸上競技には40人の選手が出場した当初は女子400mハードルにヤナ・ローリンソンが出場する予定だったが、7月につま先の損傷で欠場を余儀なくされた。また、金メダルへの期待がかかっていた競歩のネイサン・ディークスも、持続性のハムストリングの損傷で欠場を余儀なくされた。。
男子
- 400 m: ジョエル・ミルバーン, ジョン・ステフェンセン, ショーン・ウォア
- 800 m: ラクラン・レンショー
- 1500 m: ミッチェル・キーリー
- 5000 m: コリス・バーミンガム, クレイグ・モットラム
- 3000 m障害: ユーセフ・アブディ
- 4×400 mリレー : ディラン・グラント, クリントン・ヒル, ジョエル・ミルバーン, マーク・オームロッド, ジョン・ステフェンセン, ショーン・ウォア
- 20 km競歩: ルーク・アダムズ, クリス・エリクソン, ジャレッド・タレント
- 50 km競歩: アダム・ラター, ジャレッド・タレント
- マラソン: リー・トループ
- 棒高跳: ポール・バージェス, スティーヴン・フッカー
- 砲丸投: ジャスティン・アンリザーク, スコット・マーティン
- やり投: ジャロッド・バニスター
- 円盤投: ベン・ハラダイン

女子
- 400 m: タムシン・ルイス
- 800 m: タムシン・ルイス, マデリーン・ペイプ
- 1500 m: リサ・コリガン, サーラ・ジェイミソン
- 100 mハードル: サリー・マクレラン
- 3000 m障害: ドナ・マクファーレン, ヴィクトリア・ミッチェル
- 20 km競歩: ジェーン・サビル, ケリー・ワプショット, クレール・ウッズ
- マラソン: ベニータ・ジョンソン, ケイト・スミス, リサ・ジェーン・ウェイトマン
- 棒高跳: アラナ・ボイド
- 走幅跳: ブローニン・トンプソン
- 円盤投: ダニー・サミュエルズ
- 七種競技: カイリー・ウィーラー

## 水泳

### 競泳
詳しくは2008年北京オリンピックの競泳競技を参照
競泳では43人が出場した。
男子
| 選手名 | 種目                    | 予選                                                         | 予選 | 準決勝  | 準決勝 | 決勝                                                     | 決勝     |
| 選手名 | 種目                    | タイム                                                       | 順位 | タイム  | 順位   | タイム                                                   | 順位     |
| --- | ----------------------- | ------------------------------------------------------------ | ---- | ------- | ------ | -------------------------------------------------------- | -------- |
| リース・ブロディ | 200 m個人メドレー       |                                                              |      |         |        |                                                          |          |
| アシュレイ・カルス | 50 m自由形              |                                                              |      |         |        |                                                          |          |
| アシュレイ・デラニー | 100 m背泳ぎ             |                                                              |      |         |        |                                                          |          |
| アシュレイ・デラニー | 200 m背泳ぎ             |                                                              |      |         |        |                                                          |          |
| グラント・ハケット | 400 m自由形             | 3:44.03                                                      | 5位  |         |        | 3:43.84                                                  | 6位      |
| グラント・ハケット | 1500 m自由形            |                                                              |      |         |        |                                                          |          |
| キー・ハースト | 10 kmオープンウォーター |                                                              |      |         |        |                                                          |          |
| アンドリュー・ロータースタイン                                                                                              | 100 mバタフライ         |                                                              |      |         |        |                                                          |          |
| ケンリック・モンク | 200 m自由形             |                                                              |      |         |        |                                                          |          |
| トラヴィス・ネーデルペルト                                                                                                  | 200 mバタフライ         |                                                              |      |         |        |                                                          |          |
| トラヴィス・ネーデルペルト                                                                                                  | 400 m個人メドレー       | 4:15.37                                                      | 14位 |         |        |                                                          |          |
| アダム・パイン | 100 mバタフライ         |                                                              |      |         |        |                                                          |          |
| ブレントン・リカード | 100 m平泳ぎ             | 59.89                                                        | 4位  | 59.65   | 3位    | 59.74                                                    | 5位      |
| ブレントン・リカード | 200 m平泳ぎ             |                                                              |      |         |        | 2:08.88                                                  | 銀メダル |
| クリスチャン・シュプレンガー                                                                                                | 100 m平泳ぎ             | 1:00.36                                                      | 10位 | 1:00.76 | 14位   |                                                          |          |
| クリスチャン・シュプレンガー                                                                                                | 200 m平泳ぎ             |                                                              |      |         |        |                                                          |          |
| ニコラス・シュプレンガー | 200 m自由形             |                                                              |      |         |        |                                                          |          |
| クレイグ・スティーヴンス | 400 m自由形             | 3:50.22                                                      | 25位 |         |        |                                                          |          |
| クレイグ・スティーヴンス | 1500 m自由形            |                                                              |      |         |        |                                                          |          |
| ヘイデン・ストッケル | 100 m背泳ぎ             |                                                              |      |         |        |                                                          |          |
| ヘイデン・ストッケル | 200 m背泳ぎ             |                                                              |      |         |        |                                                          |          |
| イーモン・サリバン | 50 m自由形              |                                                              |      |         |        |                                                          |          |
| イーモン・サリバン | 100 m自由形             |                                                              |      |         |        |                                                          |          |
| マット・ターゲット | 100 m自由形             |                                                              |      |         |        |                                                          |          |
| アシュレイ・カルス アンドリュー・ロータースタイン パトリック・マーフィー イーモン・サリバン マット・ターゲット              | 4×100 mリレー           | 3:12.41 (ロータースタイン, ブロディ, マーフィー, ターゲット) | 2位  |         |        | 3:09.91 (サリバン, ロータースタイン, カルス, ターゲット) | 銅メダル |
| グラント・ブリットズ リース・ブロディ ニコラス・フロスト ケンリック・モンク パトリック・マーフィー ニコラス・シュプレンガー | 4×200 mリレー           |                                                              |      |         |        |                                                          |          |
| 後日発表 | 4×100 mメドレー         |                                                              |      |         |        |                                                          |          |

女子
| 選手名 | 種目                    | 予選                                               | 予選 | 準決勝  | 準決勝 | 決勝                                                   | 決勝     |
| 選手名 | 種目                    | タイム                                             | 順位 | タイム  | 順位   | タイム                                                 | 順位     |
| --- | ----------------------- | -------------------------------------------------- | ---- | ------- | ------ | ------------------------------------------------------ | -------- |
| ブロンテ・バラット | 200 m自由形             |                                                    |      |         |        |                                                        |          |
| ブロンテ・バラット | 400 m自由形             |                                                    |      |         |        |                                                        |          |
| ケイト・キャンベル | 50 m自由形              |                                                    |      |         |        |                                                        |          |
| ケイト・キャンベル | 100 m自由形             |                                                    |      |         |        |                                                        |          |
| アリシア・クーツ | 200 m個人メドレー       |                                                    |      |         |        |                                                        |          |
| ソフィー・エディントン | 100 m背泳ぎ             | 1:00.65                                            | 14位 |         |        |                                                        |          |
| サリー・フォスター | 200 m平泳ぎ             |                                                    |      |         |        |                                                        |          |
| メリッサ・ゴーマン | 800 m自由形             |                                                    |      |         |        |                                                        |          |
| メリッサ・ゴーマン | 10 kmオープンウォーター |                                                    |      |         |        |                                                        |          |
| サマンサ・ハミル | 400 m個人メドレー       | 4:41.89                                            | 22位 |         |        |                                                        |          |
| サマンサ・ハミル | 200 mバタフライ         |                                                    |      |         |        |                                                        |          |
| ベリンダ・ホッキング | 200 m背泳ぎ             |                                                    |      |         |        |                                                        |          |
| リーゼル・ジョーンズ | 100 m平泳ぎ             |                                                    |      |         |        |                                                        |          |
| リーゼル・ジョーンズ | 200 m平泳ぎ             |                                                    |      |         |        |                                                        |          |
| リンダ・マッケンジー | 200 m自由形             |                                                    |      |         |        |                                                        |          |
| リンダ・マッケンジー | 400 m自由形             |                                                    |      |         |        |                                                        |          |
| メーガン・ネイ | 200 m背泳ぎ             |                                                    |      |         |        |                                                        |          |
| カイリー・パーマー | 800 m自由形             |                                                    |      |         |        |                                                        |          |
| ステファニー・ライス | 200 m個人メドレー       |                                                    |      |         |        | 2:08.45                                                | 金メダル |
| ステファニー・ライス | 400 m個人メドレー       | 4:35.11                                            | 3位  |         |        | 4:29.45                                                | 金メダル |
| エミリー・シーボーン | 100 m背泳ぎ             | 1:00.27                                            | 9位  | 1:00.31 | 9位    |                                                        |          |
| ジェシカ・シッパー | 100 mバタフライ         | 57.58                                              | 1位  | 57.43   | 3位    | 57.25                                                  | 銅メダル |
| ジェシカ・シッパー | 200 mバタフライ         |                                                    |      |         |        |                                                        |          |
| リスベス・トリケット | 50 m自由形              |                                                    |      |         |        |                                                        |          |
| リスベス・トリケット | 100 m自由形             |                                                    |      |         |        |                                                        |          |
| リスベス・トリケット | 100 mバタフライ         | 58.37                                              | 12位 | 57.05   | 1位    | 56.73                                                  | 金メダル |
| ターニー・ホワイト | 100 m平泳ぎ             |                                                    |      |         |        |                                                        |          |
| ケイト・キャンベル アリス・ミルズ シェイン・リース メラニー・シュランガー リスベス・トリケット                                                             | 4×100 mリレー           | 3:37.81 (キャンベル, ミルズ, シュランガー, リース) | 6位  |         |        | 3:35.05 (キャンベル, ミルズ, シュランガー, トリケット) | 銅メダル |
| アンジー・ベインブリッジ ブロンテ・バラット ララ・ダヴェンポート フェリシティー・ガルヴェス リンダ・マッケンジー カイリー・パーマー メラニー・シュランガー | 4×200 mリレー           |                                                    |      |         |        |                                                        |          |
| 後日発表 | 4×100 mメドレー         |                                                    |      |         |        |                                                        |          |

### 飛込
詳しくは2008年北京オリンピックの飛込競技を参照
飛込では、代表として9人が選出された。
男子
| 選手名                                        | 種目                           | 予選 | 予選 | 準決勝 | 準決勝 | 準決勝   | 準決勝 | 決勝 | 決勝 | 決勝     | 決勝 |
| 選手名                                        | 種目                           | 得点 | 順位 | 得点   | 順位   | 総合得点 | 順位   | 得点 | 順位 | 総合得点 | 順位 |
| --------------------------------------------- | ------------------------------ | ---- | ---- | ------ | ------ | -------- | ------ | ---- | ---- | -------- | ---- |
| マシュー・ミッチャム                          | 3 m飛板飛び込み                |      |      |        |        |          |        |      |      |          |      |
| マシュー・ミッチャム                          | 10 m高飛び込み                 |      |      |        |        |          |        |      |      |          |      |
| ロバート・ニューベリー                        | 3m飛板飛び込み                 |      |      |        |        |          |        |      |      |          |      |
| マシュー・ヘルム                              | 10m高飛び込み                  |      |      |        |        |          |        |      |      |          |      |
| ロバート・ニューベリー スコット・ロバートソン | 3mシンクロナイズド飛板飛び込み |      |      |        |        |          |        |      |      |          |      |
| マシュー・ヘルム ロバート・ニューベリー       | 10mシンクロナイズド高飛び込み  |      |      |        |        |          |        |      |      | 444.84   | 4位  |

女子
| 選手名                                        | 種目                           | 予選 | 予選 | 準決勝 | 準決勝 | 準決勝   | 準決勝 | 決勝 | 決勝 | 決勝     | 決勝     |
| 選手名                                        | 種目                           | 得点 | 順位 | 得点   | 順位   | 総合得点 | 順位   | 得点 | 順位 | 総合得点 | 順位     |
| --------------------------------------------- | ------------------------------ | ---- | ---- | ------ | ------ | -------- | ------ | ---- | ---- | -------- | -------- |
| シャンテル・ニューベリー                      | 3m飛板飛び込み                 |      |      |        |        |          |        |      |      |          |          |
| シャーリーン・ストラットン                    | 3m飛板飛び込み                 |      |      |        |        |          |        |      |      |          |          |
| アレックス・コーク                            | 10m高飛び込み                  |      |      |        |        |          |        |      |      |          |          |
| メリッサ・ウー                                | 10m高飛び込み                  |      |      |        |        |          |        |      |      |          |          |
| ブリオニー・コール シャーリーン・ストラットン | 3mシンクロナイズド飛板飛び込み |      |      |        |        |          |        |      |      | 311.34   | 5位      |
| ブリオニー・コール メリッサ・ウー             | 10mシンクロナイズド高飛び込み  |      |      |        |        |          |        |      |      | 335.16   | 銀メダル |

### 水球
詳しくは2008年北京オリンピックの水球競技を参照
水球では、男女2チームで26人の選手が出場した。その中には兄弟姉妹が3組存在し、ビーズワース兄妹、サントロミト姉妹、リッポン姉妹である。その他にもリッポンとケイト・ギンザーは異父姉妹で、ブロンウェン・ノックスとエンマ・ノックスは血縁関係は無い。
| 男子チーム - ジェイミー・ビーズワース - リッチー・キャンベル - ピエトロ・フィグリオリ - トレント・フランクリン - リース・ハウデン - ロバート・メイトランド - アンソニー・マーティン - サム・マクレガー - ティム・ニーシャム - ジェームズ・スタントン - ラファエル・ステーク - トーマス・ウォーレン - ギャヴィン・ウッズ | 女子チーム - ゲンマ・ビーズワース - ニキータ・カッフェ - スージー・フレイザー - タニール・ゴーファーズ - ケイト・ギンザー - アミー・ヘッゼル - ブロンウェン・ノックス - エンマ・ノックス - アリシア・マコーマック - メリッサ・リッポン - レベッカ・リッポン - ミーア・サントロミト - ジェンナ・サントロミト |

### シンクロナイズドスイミング
- デュエット
- チーム

## サッカー
- 男子

## 自転車

### 男子
- カデル・エヴァンス : 個人ロードレース、個人タイムトライアル
- サイモン・ジェラン : 個人ロードレース
- マット・ロイド : 個人ロードレース
- スチュアート・オグレディ : 個人ロードレース
- マイケル・ロジャース : 個人ロードレース
- ライアン・ベイリー : ケイリン、個人スプリント、チームスプリント
- ジャック・ボブリッジ : 団体追い抜き
- グレーム・ブラウン : 団体追い抜き
- ダン・エリス : 個人スプリント、チームスプリント
- マーク・フレンチ : チームスプリント
- マーク・ジャミーソン : : 団体追い抜き
- シェーン・ケリー : ケイリン、チームスプリント
- ブレット・ランカスター : 団体追い抜き
- ブラッドリー・マギー : 個人追い抜き、団体追い抜き
- キャメロン・マイヤー : ポイントレース
- ルーク・ロバーツ : 個人追い抜き、団体追い抜き

### 女子
- キャサリーヌ・バテス : 個人ロードレース、ポイントレース
- セーラ・キャリガン : 個人ロードレース
- オエノーネ・ウッド : 個人ロードレース、個人タイムトライアル
- ケイティ・マクティア : 個人追い抜き
- アンナ・メアーズ : 個人スプリント

## ソフトボール
- オーストラリアチーム